# Coelioxys strigata
Coelioxys strigata är en biart som beskrevs av Joseph Vachal 1904. Coelioxys strigata ingår i släktet kägelbin, och familjen buksamlarbin. Inga underarter finns listade i Catalogue of Life.